# Мудрос (бухта)
Му́дрос (греч. Όρμος Μούδρου) — бухта в Греции, самая большая и безопасная естественная гавань в северо-восточной части Эгейского моря. Глубоко вдаётся на юге острова Лемнос. Село Мудрос расположено на восточном берегу бухты. Одна из важнейших в Эгейском море, с хорошей стоянкой для большого флота.
Вход в залив ограничивает с запада мыс Комбион, крайняя восточная оконечность полуострова Факос. У мыса Комбион находятся необитаемые острова Комбион и Кастрия. С востока вход в залив ограничен мысом Веланидья.
В бухте находятся острова Алогониси и Кукониси.

## История
После начала Первой Балканской войны 1912—1913 годов, 7 (20) октября 1912 в гавань Мудрос прибыла греческая эскадра, блокировавшая пролив Дарданеллы, в состав которой входили крейсер «Георгиос Авероф» и три устаревших броненосца береговой обороны «Идра», «Псара» и «Спеце», четырнадцати эсминцев, пять миноносцев, подводная лодка «Дельфин», минный заградитель «Арес», госпитальное судно и различные транспортные и вспомогательные суда, принятые от греческого торгового флота. На следующий день десант силою 500 человек захватил Кастро (ныне Мирина), столицу острова и гавань Мудрос служила базой греческого флота всю Первую Балканскую войну.
После начала Первой мировой войны гавань стала базой англо-французского флота и точкой сбора сил при подготовке неудачной Дарданелльской операции 1915—1916 годов.
30 октября 1918 года в гавани Мудрос на борту британского крейсера «Агамемнон» было подписано Мудросское перемирие, ознаменовавшее выход Османской империи из войны и её фактическую капитуляцию.